# بروس گوردون (هنرپیشه)
بروس گوردون (انگلیسی: Bruce Gordon؛ ۱ فوریهٔ ۱۹۱۶ – ۲۰ ژانویهٔ ۲۰۱۱) یک بازیگر سینما اهل ایالات متحده آمریکا بود.